# Emelyanoviana alexandri
Emelyanoviana alexandri är en insektsart som beskrevs av Logvinenko 1981. Emelyanoviana alexandri ingår i släktet Emelyanoviana och familjen dvärgstritar. Inga underarter finns listade i Catalogue of Life.